# Фрегаты типа «Юбари»
Фрегаты типа «Юбари» (яп. ゆうばり) — тип фрегатов с управляемым ракетным оружием, стоявший на вооружений Морских сил самообороны Японии, на основе которого были построены фрегаты типа «Абукума». По японской классификации являются эскортными кораблями.
Было построено 2 корабля вступившие в строй 1983-1984 годах, оба прослужили до 2010 года и были утилизированы в 2012 году.